# Monechma
Monechma es un género de plantas fanerógamas perteneciente a la familia Acanthaceae. El género tiene 67 especies de hierbas descritas y de estas, solo 20 aceptadas.

## Taxonomía
El género fue descrito por  Christian Ferdinand Friedrich Hochstetter y publicado en Flora 24: 374. 1841. La especie tipo es: Monechma bracteatum Hochst. 

## Especies seleccionadas
- Monechma acutum
- Monechma affine
- Monechma angustifolium
- Monechma angustissimum
- Monechma arenicola
- Lista de especies